# Archontophoenix
Archontophoenix H.Wendl. & Drude, 1875 è un genere di palme della tribù Areceae (sottofamiglia Arecoideae), endemico dell'Australia.

## Tassonomia
Il genere comprende le seguenti specie:
- Archontophoenix alexandrae (F.Muell.) H.Wendl. & Drude
- Archontophoenix cunninghamiana (H.Wendl.) H.Wendl. & Drude
- Archontophoenix maxima Dowe
- Archontophoenix myolensis Dowe
- Archontophoenix purpurea Hodel & Dowe
- Archontophoenix tuckeri Dowe